# Lepturges yucca
Lepturges yucca är en skalbaggsart som beskrevs av Schaeffer 1905. Lepturges yucca ingår i släktet Lepturges och familjen långhorningar. Inga underarter finns listade i Catalogue of Life.